# Радин, Пётр Дмитриевич
Радин, Пётр Дмитриевич (начало 1800-х – 1868) — актер Петербургской драматической труппы Императорских театров.
Родился в начале 1800-х годов. Образование получил в Петербургском театральном училище, по окончании которого в 1825 году дебютировал на Императорской сцене Александринского театра и был принят в труппу на амплуа трагических героев. На этой сцене прослужил более двадцати пяти лет. 
Радин – первый исполнитель на русской сцене роли граф Лерма в пьесе «Дон Карлос» - 4 февраля 1829 в Александринском театре. 
Был занят в пьесах: в пьесе «Танкред» Вольтера произносил текст рассказа Катана о битве, «Дмитрий Донской» В. Озерова (1807),  «Ермак» Хомякова (1826), «Разбойник Богемских лесов» Р. Зотова (1830), «Рука Всевышнего отечество спасла» H. В. Кукольника (1834, в бенефис В. Каратыгина), «Юрий Милославский» (кн. Шаховского по одноименному роману М. Н Загоскина). Неоднократными партнерами по сцене были: Василий Андреевич и Александра Михайловна Каратыгины, Я.Г. Брянский, И.В. Борецкий, М.И. Вальберхова и другие легендарные самые первые артисты Александринского театра.
В 1850-х гг. П. Д. Радин оставил сцену; умер в 1868 году.
Дочери: балерины Софья Петровна Радина (1830 — 1870, оставила сцену в возрасте 22 лет) и Любовь Петровна Радина (1838 — 1917).